# David Kellogg Lewis
David Kellogg Lewis (28. září 1941 – 14. října 2001) byl americký filozof, představitel analytické filozofie. Věnoval se filozofii jazyka, matematiky a vědy, epistemologii, estetice, metafyzice, metaetice, filozofické logice či filozofii mysli. Přišel s originálním přístupem tzv. modálního realismu, který je založen na studiu tzv. možných světů – podle Lewise jsou možné světy stejně reálné jako tzv. aktuální svět. Při formulaci ho silně ovlivnila teorie her. Byl žákem Iris Murdochové, na studiích v Oxfordu ho ovlivnili Gilbert Ryle či Paul Grice, na Harvardu pak Willard Van Orman Quine.